# Герб Новоселицкого района (Черновицкая область)
Герб Новоселицкого района (Черновицкая область) —  официальный символ Новоселицкого района, Черновицкой области Украины, утвержденный 22 октября 2009 года решением районного совета.

## Описание
Зеленый щит разделен прямым лазурным крестом с золотой каймой. В первой части изображена виноградная гроздь натурального цвета, во второй части гроздь калины натурального цвета, в третьей и четвертой частях - черная и золотая головы быков. Щит окаймлен венком из зеленых дубовых листьев с золотыми колосками и увенчанный стилизованной короной из трех зеленых буковых листьев. Виноград и калина означают молдавское и украинское население района, горизонтальное плечо креста - реку Прут, вертикальное - реку Ракитная, головы быков - части гербов Буковины и Бессарабии.